# NGC 5090B
NGC 5090B is een balkspiraalstelsel in het sterrenbeeld Centaur. Het hemelobject werd op 3 juni 1834 ontdekt door de Britse astronoom John Herschel als onderdeel van NGC 5090.

## Synoniemen
- ESO 269-88
- MCG -7-27-52
- AM 1317-433
- DCL 561
- IRAS13173-4335
- PGC 46528